# Aéroport de Stara Zagora
L'Aéroport de Stara Zagora (en bulgare "Летище Стара Загора") (code IATA : SZR • code OACI : LBSZ) est l'un des 5 aéroports internationaux en Bulgarie. Il est situé à 5 km au sud de Stara Zagora, sur le territoire de la commune de même nom. Il dessert le centre-est de la Bulgarie et est en mesure d'accueillir des appareils d'une masse maximale de 200 tonnes.

## Histoire
L'Aéroport de Stara Zagora est un des plus anciens en Bulgarie. Initialement aéroport militaire relevant, à ce titre, du ministère de la défense, l'activité militaire y a cessé et la plate-forme a été transférée, en novembre 2006, au ministère du transport, avec une possibilité d'utilisation militaire si la défense nationale le justifie.
L'aéroport de Stara Zagora dispose d'une licence pour accueillir des vols internationaux. Au début des années 2000, plusieurs projets de vols charters et de vols cargos pour des marchandises agricoles rapidement périssables ont été envisagés mais sans succès. La plupart des vols accueillis étaient privés (56 en 2006). Plus aucun vol n'a eu lieu depuis 2009 et l'aéroport est fermé, de fait, dans l'attente de sa mise en concession. La procédure lancée en 2007 n'a toujours pas abouti en 2012. Situé à proximité des aéroports de Plovdiv et de Bourgas, l'aéroport a peu de chances de rouvrir.

## Compagnies et destinations desservies
Le trafic est suspendu sur l'aéroport, actuellement (2012), dans l'attention de l'octroi d'une concession à un éventuel exploitant.